# Raúl Fiori
Raúl Antonio Fiori (San Jerónimo, Santa Fe, Argentina, 31 de mayo de 1925) fue un futbolista argentino que se destacó como back central.

## Historia
Sus inicios fueron en San Jerónimo, club de barrio que representaba a su pueblo natal. Luego de cumplir con el servicio militar, en 1947 se alistó a Tiro Federal de Rosario. Un año después, Tigre resuelve adquirirlo abonando la cifra de 80000 pesos, suma que en ese entonces fue considerada como récord absoluto, por lo pagado por un jugador perteneciente a un club de segunda categoría.
En Tigre, por más de un lustro, fue típica en su zaga la tranquila y firme presencia, que supo producir excelentes actuaciones y conformó con Jesús Pasarin, una pareja de excepción. El buen despeje de cabeza -que era su fuerte- le permitió anular a extraordinarios centros delanteros, como lo fueron Alfredo Di Stéfano y Rubén Bravo, cuyas habilidades más notorias se encontraban en el juego de alto. Se transformó en capitán y paladín, de esos equipos que lucharon denodadamente para reconquistar la categoría perdida. En tres años, obstentó prácticamente una asistencia perfecta. Llegando a no faltar un solo encuentro, en la disputa del campeonato obtenido en 1953. Su juego tranquilo, pausado, pero extremadamente seguro, acompañado por un carácter afable, le permitió granjearse la simpatía de toda la parcialidad Matadora, como así también la de sus circunstanciales rivales, a quien sometía a una férrea pero leal marca. 
En 1955 se incorpora a Nueva Chicago. En el club de Mataderos, de inmediato mostró sus excelentes condiciones futbolísticas, llegando a disputar 54 encuentros, pero una lesión en la rodilla, cuando apenas tenía 28 años y técnicamente se encontraba en su mejor momento, lo alejó definitivamente de las canchas.

## Trayectoria
| Club          | País      | Período   |
| ------------- | --------- | --------- |
| Tiro Federal  | Argentina | 1947      |
| Tigre         | Argentina | 1948-1953 |
| Nueva Chicago | Argentina | 1954-1956 |

## Palmarés

### Campeonatos nacionales
| Torneo    | Club  | País      | Año  |
| --------- | ----- | --------- | ---- |
| Primera B | Tigre | Argentina | 1953 |